# University of Southern California

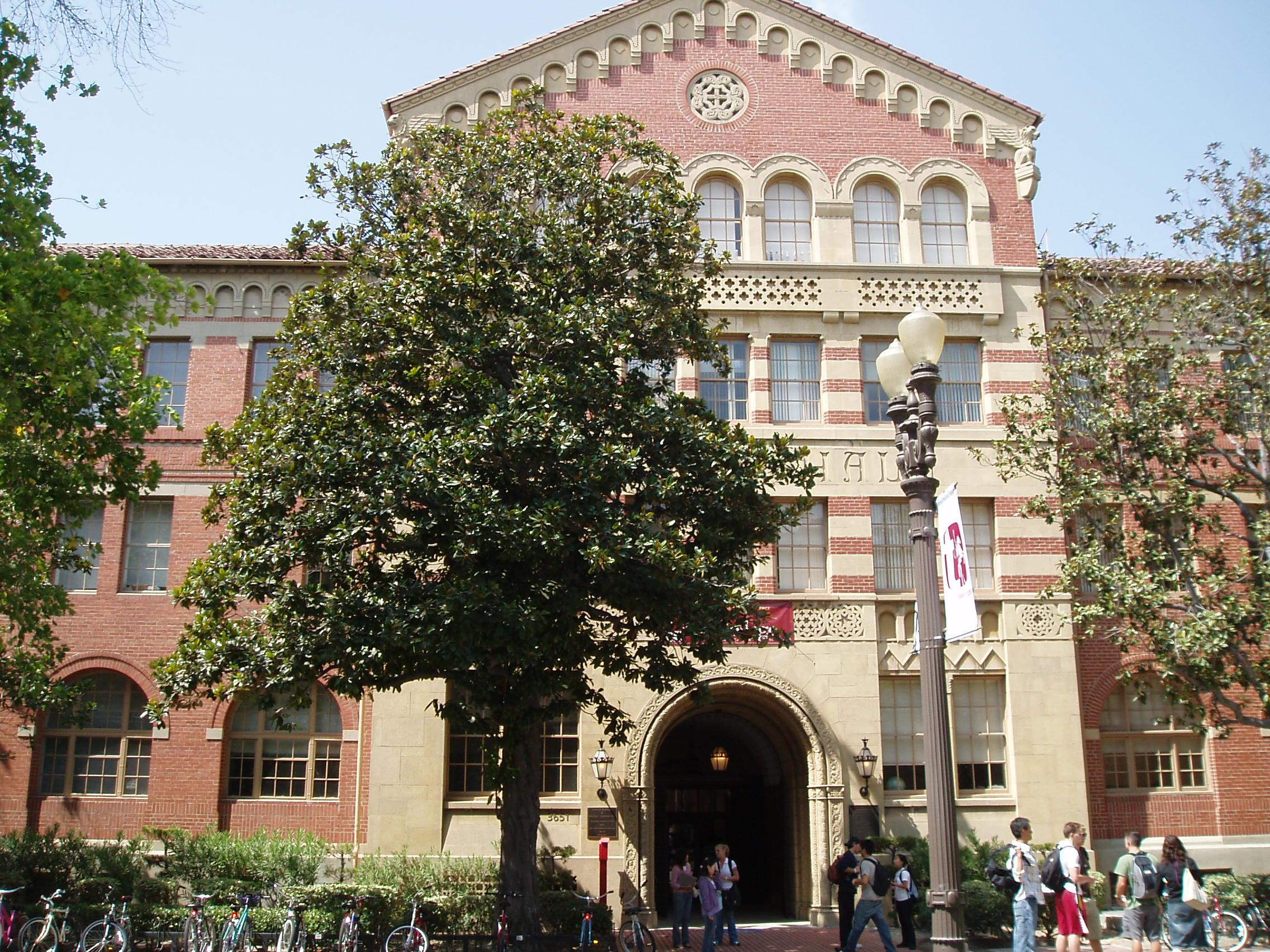
Zumberge Hall.

University of Southern California, USC, är ett privat universitet i Los Angeles i Kalifornien i USA. Det är ett av de mest framstående universiteten i USA. USC grundades 1880, vilket gör det till det äldsta privata universitetet i södra Kalifornien. Campusområdet är beläget nära downtown Los Angeles.
University of South California valdes till "University of the Year" av Time magazine och Princeton Review. Dessutom var USC 2011 ett av de "Topp 10 drömuniversitetet" bland gymnasieexamenerna i USA. Det utsågs till 47 bästa universitet i världen av Academic Ranking of World Universities. Universitetsexaminerade inkluderar 29 miljardärer, den fjärde högsta i världen efter University of Pennsylvania, Harvard University och Yale University.

## Fakulteter
USC är hem för en av världens bästa och mest berömda ingenjörsskolor, Viterbi School of Engineering (International: 10:e plats). Andra enastående fakulteter är USC School of Cinematic Arts och Marshall School of Business. Filmskolan blev berömd genom en donation från George Lucas, regissören för Star Wars. USC-idrottare vann 288 medaljer vid de olympiska spelen (135 guldmedaljer, 88 silvermedaljer och 65 bronsmedaljer), mer än något annat universitet i världen.
Nobelpristagaren i kemi år 1994, professor George A. Olah, verkar vid USC. Förste mannen på månen, Neil Armstrong, tog en civilingenjörsexamen (Masters of Science) på lärosätet.